# Marcabrun
Marcabrun (francuski: Marcabru) (Gaskonja, oko 1110. – ?, oko 1150.) je bio okcitanski pjesnik i trubadur. Boravio je na plemićkim dvorovima u južnoj Francuskoj i u Španjolskoj, bio je pod pokroviteljstvom Guillaumea X. od Akvitanije i Alfonsa VII. od Leóna, kralja Kastilje. Sačuvane su mu 43 pjesme: romance, pastorale i satire. Četiri među njima imaju i notni zapis (npr. Pax in nomine Domini!). Najuspjelije su one u kojima je oštro kritizirao koncepciju udvorne ljubavi (naziva ju amor falsa), koju drži uzrokom prevlasti preljuba, nestanka ratničkih vrlina i općenito rasapa društvenog morala. Poezija mu se odlikuje razrađenim hermetizmom s osebujnim vokabularom i složenom frazeologijom. Začetnik aluzivna i semantički komplicirana pjesničkoga stila trobar clos (zatvoreni ili zaključani pjev).